# ボンバーマンジェッターズ
『ボンバーマンジェッターズ』（BOMBERMAN JETTERS）は、2002年10月2日から2003年9月24日までテレビ東京系で放送されていたテレビアニメ。
漫画やテレビゲームに関しては、それぞれボンバーマンジェッターズ#漫画やボンバーマンジェッターズ#ゲームを参照。

## 概要
（参考：）
ハドソンのゲームシリーズであるボンバーマンのブランド強化を図った活動『ボンバーマン ルネッサンス』の一環として放送されたTVアニメ。この活動はアニメの放送を主軸とし、様々なグッズ化やゲーム化をしていく等、長期的な展開を見据えたものであった。

### 内容
アニメーションは全52話。
ボンバーマンに関連するアニメとしては、『Bビーダマン爆外伝V』(テレビ朝日系・名古屋テレビ制作、1999年 - 2000年放送）以来の2年ぶりの作品だが、純粋にボンバーマンを題材としたテレビアニメとしては本作が初である。
なお、当初は本作の代わりに週刊少年ジャンプ連載の『世紀末リーダー伝たけし!』が放送される予定であった。しかし、原作者の不祥事によりお蔵入りとなり、急遽本作が放送されることとなった経緯を持つ。
キャラクター原案、クリエイティブディレクションを担当した『ボンバーマン』シリーズ美術監督の水野祥司とシリーズ構成、脚本を担当した前川淳によると、スタッフは自分達が子供の頃、胸踊らせて観た「マンガ映画」の復活を制作にあたり意図していたという。
基本的には多彩なギャグシーンをちりばめたコメディアニメであるが、主人公のシロボンの成長劇や、その兄マイティについてのエピソードを中核にしたシリアスなストーリーも並行して展開されていく。そのためコメディ回においても重大な伏線を張るなどの演出もある。前述の前川淳は脚本について「子供番組だからこそ真剣に取り組んだって感じ。人の生死を真っ向から描いたら子供向けじゃないってことはないはず。（中略）意図したのは子供が観たいアニメではなく子供に観せたいアニメ。そういう意味でボンバーマンジェッターズはすごく子供向けを意識した子供番組なんです。」と語っている。
アイキャッチはほぼ毎回違うもの（ほとんどが作中の進行に合わせたもので、キャラクターがそれぞれ「ボンバーマン」と発している）が用意されている。
放送時間帯は18:30 - 19:00だった。第14話のみ、年末特番放送のため17:30 - 18:00になっていた。
Blu-ray Disc アソシエーションが主催する「帰ってきたBD化プロジェクト」で総合3位を記録する。
2016年2月2日に、ハピネットよりBlu-ray BOX『ボンバーマンジェッターズ 宇宙にひとつしかないBlu-ray BOX』が発売され、初回生産限定特典として新作録り下ろしスペシャルドラマCD「第53話 帰ってきたジェッターズ」が付属した。

## キャラクター
※は原案であるボンバーマンシリーズのキャラクターをモチーフとしているキャラクターの意。世界観を一新した作品であるため、従来シリーズとは設定が異なる。

### ジェッターズ
シロボン※
声 - 金田朋子
本作の主人公。10歳のボンバー人。伝説と謳われた兄のマイティに憧れている見習いのボンバーマン。マイティが行方不明になったのを機に、ひょんなことからバーディの中立もあり、ジェッターズの一員となった。ジェッターズ加入後はシャウトの実家のラーメン屋で、住み込みでバイトしている。お調子者でいて意地っ張り、それでいて少々気が弱く優しすぎるところもあったりする頼りない存在だが、いざというときは熱い面も見せる。シャウトにいつも叱られており、頭が上がらない。最初は完全な子供だったが、作中を通じて徐々に強くハッキリと成長していく。よく余計な一言を言っては、シャウトやバーディに顔をつねられる。当初の必殺技は「ファイヤーボム」だけだったが、特訓により強化版の「バーニングファイヤーボム」、ガングとボンゴの協力で「サンライズサンダーボム」を習得した。51話では今まで自身を助けてくれた人々の想いを込めて「シャイニングファイヤーボム」を放つ。そのほかに娯楽型の「風船ボム」や牽制型の「コショウボム」なども自己流で作り上げた。ルーイの言っていることを理解できる。当初マックスのことを記憶を失ったマイティだと思い込み、シャウトからマイティの死を聞いても信じられず、ヒゲヒゲ団に潜入しマックスの正体を探ろうとした。その後マイティの死を知りひどく落ち込み、マックスとの戦闘中も動揺の後に追い詰められるが、同じくして家族を亡くしたシャウトの一喝により復活し、放ったバーニングファイヤーボムにより勝利する。ゼロの正体はマイティだと伝えられた時には死んだはずの兄（だと思われていた）の存在を受け入れられなかったが、シュヌルバルトでの共闘の内に打ち解け、ゼロが自身の手によってマイティを殺した事を告白した後も、彼を助けることを誓った。最終回では死の間際のマイティの映像に向けて彼のバッジを返し、ボンバー星の危機を救った。
シャウト
声 - 水野理紗
14歳のテラ星人。行方不明になったマイティに代わってスカウトされ、リーダーとなったジェッターズの紅一点。そのため、生前のマイティとの関連性は薄い。実家でラーメン屋の手伝いをしつつ、ジェッターズとしての仕事もこなす。武器はブーメラン。世話焼きなので頼りないシロボンのことを何かと面倒を見てくれる。ただし、お説教と一緒にゲンコツがよく落ちる。特に怒っている時には声色が変わり、黒い表情でシロボンに対しておしおきを行う。幼い頃に母親を亡くし、大切な人を失った時の悲しみを理解しており、シロボンに咄嗟に「お兄さんは死んだ」と告げてしまった時は後悔してジェッターズを辞任するなど、責任感の強い描写も見られる。シロボンには身長が自分より高くなったら、その時はリーダーを任せてもいいと彼女なりに彼を評していた。体重を密かに気にしているが、度々美味しいものを目にすると際限なく食べてしまう癖がある。
バーディ
声 - 岩崎征実
19歳のバード星人。ジェッターズの一員では数少ない大人。元リーダーであったマイティとは親友の間柄にあり、数々の死線を潜り抜けていた実力者。無愛想で何かと一人で行動することが多かったが、いざというときは頼り甲斐のあるメンバー。背中から羽を伸ばすこともでき、羽毛を投げて武器にすることも可能。副職としてタクシーの運転手をしている。普段はとても冷静でシリアスな雰囲気のキャラクターであるが、実際は短気であるためルーイに振り回されたり、「ガキ」と自分が称したシロボンとアインから悪口の応酬を受け、猛烈に怒り出すなど稀にながらコメディシーンを演じることもある。最終回では頭につけていたメットを外して、長い髪を露にしていた。なお、このシーンではいつもとは服装を変えている。
ガング
声 - 柳原哲也（アメリカザリガニ）
Dr.アインが昔に作った万能型のロボットで、ジェッターズの突っ込み役。関西弁。甲高い声のお喋り屋で、とにかく口が減らないムードメーカー的存在でもある。名前の由来はDr.アインが作ったときにはおもちゃ（玩具）として作られたため。相棒のボンゴによって知らないうちに改造されてしまうので、知らないうちに改造されるのを本人は大変そのことを嫌っている（「屈辱」とすら語っている）。戦いの時はトリモチ弾などを使う。ロボットガムが好物。ボンゴとはときおり路上で漫才ライブを行っている。
ボンゴ
声 - 平井善之（アメリカザリガニ）
ドドンパ星人にしてドドンパ星の第三王子。「サルサマンボ・コンガラガッチャ・ボサノバビッチ・ボンゴロ・ドドンパ三十四世」という長い本名を持つが、長くて本人も言えない。両親と兄姉が二人ずついる。家を捨てたらしいがその理由は不明。
ジェッターズの巨漢で、カレーが大好物な大食漢。見た目通りのんびりしたところが多いが、キャラボンの匂いを感知するという力がある。ジェッターズでは基本的にメカマンな存在で、家庭的なものから宇宙船までいろんなものを作ってしまう。得意料理はカレー。相棒でロボットのガングのことを知らないうちに改造しているが、中には別にガングを使わなくてもいいようなものも。漫才ではボケ担当のようだが、作中では周囲に的確なツッコミを入れることも少なくない。語尾に「ボンゴ」をつける。
Dr.アイン※
声 - 緒方賢一
ジェッターズの司令塔で、科学者。いつもは呑気な印象ばかり受けるが、ここぞという時は見た目によらずシリアスな雰囲気を漂わせ、裏ではバーディに情報収集を頼んだりして現状を把握するなど中々の切れ者。しかしジェッターズメンバーからは扱いが酷い時がある。ツイストの店のラーメンが好物で、いつも出前を頼んでいる。
ヒゲヒゲ団の総統バグラーとは旧知の知り合いで、共に発明家として、そしてボン婆さんをめぐる恋のライバルでもあった。ボン婆さんのことを「モモちゃん」と呼んだり、敵のバグラーのことを「バグちゃん」と今でも気軽に呼んでいる（バグラーからは「アーくん」）。袂を分かった今は敵同士ではあるが、バグラーから時々連絡が入るなど、現在でも縁は切れていない。
今でもボン婆さんへの想いは冷めておらず、ボンバー星でシロボンの自宅に泊まる事になったときは大喜びしたが、運悪くすれ違ってばかりである（ボンゴ曰く「赤い糸がブチ切れている」）。
マイティ
声 - 高橋広樹
17歳のボンバー人。ジェッターズの元リーダーで、あらゆるボム技をマスターしており、伝説のボンバーマンと呼ばれたほどのボンバーマン。シロボンの兄であり、冷静かつ正義感の強い性格。誰からも慕われ、シロボンは普段マイティのことは「兄ちゃん」と呼んでいるが、感極まると「お兄ちゃん」と呼ぶ憧れの存在でもある。ヒゲヒゲ団との戦闘で行方不明となる。作中の謎の鍵となるキャラクター。必殺技は「ファイヤーボム」、「サニティボム」。
シロボンをはじめジェッターズの面々等からは非の打ち所がない完璧なボンバーマンだと思われていたが、その責任感の厚さからジェッターズのリーダーとしての重圧に内心苦悩しており、加えて自分には7個目のボムスターを見つける事ができなかったというのもあってか近い内にジェッターズを辞めて故郷に帰ろうと考えていた。プライベートに関しても家族以外にはほとんど自分の事は語らなかったらしく、その身内に対しても我儘を言うような性格ではなかったため、同僚のバーディどころか実の祖母であるボン婆さんですら、彼が好んでいる食べ物をたこ焼き以外には知らなかった。
1年前の任務でシロボンをムジョーに人質にとられ、威嚇のつもりだったヒゲヒゲ団の長距離熱線砲が暴走し、攻撃を受けて負傷してしまい、その怪我を隠してノンビリ星での任務を遂行し、戦艦アームジョーを破壊した後、ヒゲヒゲ団のアジトの破壊に向かう。その際に未完成だったMA-0ことゼロに背後から襲われ、ボンバーマンの能力と記憶をコピーされてしまう。その後は瀕死になりながらアジトを「サニティボム」で破壊し、爆発にのまれて死亡。その死の事実を知ったメンバーはその死を深く悲しんだ。しかし、その記憶と人格はゼロへと引き継がれていた。
彼がシロボンに遺した言葉が、シロボンの行動に影響を与えることも少なくない。

### その他のボンバーマン
本作オリジナルのキャラクターが登場する他、ボンバーニンジャ、ボンバーキッド、プリティボンバーなど、ボンバーマンシリーズの旧作品に登場するキャラクターも存在する。
オヤボン
声 - 稲田徹
ボンバーマンたちが互いの腕を競いあう、B-1グランプリの優勝候補。ボン婆さんの弟子にあたる。前回大会でマイティに敗れ、マイティにライバル意識を持っていた。当初はシロボンを軽く見ていたが、やがて人格的にも戦いの腕に関しても見所があると認める。ボムスターは6個。「番長ボム」という学生帽子の形をしたボムを得意とする。
コボン
声 - 小林由美子
オヤボンの子分。ぶかぶかのガクランを着ている。シロボンに何かと突っかかったが、命を救われたことから多少親しくなる。ちなみにボンバーマンとして修行していないので、ボムは投げられない。
ダイボン
声 - 松山鷹志
「不器用ですから」が口癖の渋いボンバーマン。カッカカッカ火山の麓にあるチャレンジ平原出身。プーイ（声：竹内順子）を探してシロボン達と知り合う。いつもサングラスをかけているが、目元は凛々しい。『西部警察』の大門圭介のパロディキャラクター。見た目に反してボンバーマンとしては未熟。ボムは「フラッシュショットボム」というものを投げられるが、まだ上手く爆発させられない。ボムスターは1個しか持っていなかったが、修行の成果で2つ目を入手する。
ボンバーニンジャ※
声 - 前田剛
名前のとおり忍者の姿をしたボンバーマン。影分身の術で相手を惑わしたり、ボムで煙幕を張ったりするなど忍者のような戦い方をする。シロボンと戦うが、弾道を見極められて敗北。最終決戦にも参戦。
ボンバーキッド※
声 - 石倉良笙
ガンマンの姿をしたボンバーマン。早撃ちの名手で、相手を瞬時に倒してしまう凄腕。セリフはほとんどない。
プリティボンバー※
声 - 寺田はるひ
アイドル風な女性ボンバーマン。ファンクラブもあるらしく、B-1グランプリには応援に来ていた。
ボンバーシルバー
声 - 木内秀信
シルバーボムを操る、B-1最多出場ボンバーマン。優勝経験もある強豪であるが、その足取りはおぼつかない。だが卓越した見切りの目を持っており、その外見からは想像も突かない速さでシロボンの力強い攻撃を軽く避ける。その変則的な動きを真似したシロボンによって自身も敵の攻撃が読めなくなり、敗北。
ボンバームサシ※
ドルフィンボンバーと対戦したボンバーマン。相手を焦らすことと二段投げが得意。ドルフィンボンバーを長時間焦らすことで干上がらせて戦わずして勝利した（が、観客からはブーイングが起こった）。
肉マンボンバー
声 - 木内秀信
肉マンボムを駆使するボンバーマン。攻撃を避けられたあげくゼロに押されたことで場外負けで敗北。

### ヒゲヒゲ団
バグラー（プロフェッサーバグラー）※
声 - 麦人
宇宙窃盗団「ヒゲヒゲ団」の総統。ボムサイエンスに関する天才科学者。宇宙に一つしかないものを求めて様々な悪行を働く。しかしあまりにも非道な行為は気が進まないようで、光線銃などの武器も所有しているが、基本的にこれらは非常用の物として所有しているだけである。
アイン、ボン婆さんとは幼なじみで、アインとは科学者として、ボン婆さんを巡る恋のライバルでもあった。しかしボン婆さんの心は手に入らず、その代わりのように、宇宙に一つしかないものを求めるようになった。しかしその目的のせいで、ボン婆さんの孫であるマイティの命を奪ってしまったことを悔やんでいる。
前述の通りボム科学に関する優秀な科学者でもあり、ボム科学の粋を集めた画期的なエネルギーシステムを完成させ、ノーヘル賞をもらったことにより一躍時の人となった経験もある。しかしその時に発表した研究成果のせいで、メカードからは逆恨みされることとなり、ヒゲヒゲ団を乗っ取られてしまう。
ムジョー※
声 - 石井康嗣
ヒゲヒゲ団の幹部にして、バグラーの腹心。ヒゲヒゲ団員に指示を下す戦闘隊長。単細胞でおだてられると何も考えず実行し、どこか憎めない。合体ボンバーマン達を部下にした時は、彼等を子供のように可愛がった。サングラスの下は綺麗な目をしている。基本的に根は優しく、部下のことを気にかけ、メカードに乗っ取られたアジト「シュヌルバルト」奪還作戦実行の際には、極秘潜入活動の過程でジェッター星に家庭を持っていた戦闘員398号には、作戦に加わらずジェッター星に残って家族を守れと命令している。
マイティに熱線砲を浴びせてしまい、彼が死去する結果を生んだことを酷く後悔していた。
就職難で自暴自棄になっていたところをバグラーと出会い、二人でヒゲヒゲ団を結成していく（ちなみに今は金髪だが、昔は黒髪だった）。そのため絆は深いが、成績不振を理由に、一時的に謹慎処分を受けたりクビになったりしたことがある。
モデルは原案であるゲームシリーズにおける初登場作品『サターンボンバーマン』開発時に、ハドソンの常務であった中野忠博。「ムジョー」という名前も「常務（ジョーム）」のアナグラムとなっている。
Dr.メカード※
声 - 龍田直樹
ヒゲヒゲ団の科学者。危険な実験ばかりしたせいで体の左半分が機械になっている。小さな悪党集団の印象が強いヒゲヒゲ団において、冷酷かつ残忍な性格をしており、下記の経緯から本作における黒幕と言える存在。しかし、自分の素性を無意識に明かしてしまうなど詰めが甘く、攻撃されていないのにもかかわらず「痛い」と連呼したりなど、臆病な内面を持っている。
かつてはバグラーと同じ研究機関に所属しており、バグラーが自身の研究成果を横取りしたとして彼を逆恨みしている。そのため、表向きはバグラーに従っているものの忠誠心は無く、復讐の機会を伺っていた。
自らの研究のためにボンバーマンのアンドロイドを造ろうとしていたが上手くいかず、試行錯誤していたある日、マイティが熱線砲により重傷を負っていることを知り、未完成のMA-0を派遣してマイティのデータを手に入れた。
健康診断を装って、戦闘員のシステムディスクを交換し、自らの言うことを聞くようにすることでヒゲヒゲ団を乗っ取った。その後は宇宙征服の野望のためにジェッター星を小型ワープ装置を使ってボンバー星にぶつけ、ボンバー星の核であるボムクリスタルを手に入れようとしたが失敗し、最終的にオヤボンとダイボンによって、自身にスーパー合体ボンバーマン製造マシーンの2本両方のビームを浴びせられ、赤いダイヤらしきものに閉じ込められた。
マックス／MAX※
声 - 高橋広樹
正式名称MA-10。Dr.メカードによって造られたMAシリーズの傑作にしてアンドロイド。Dr.メカードの腹心。バグラーに直々に雇われた宇宙盗賊としてヒゲヒゲ団に所属している。最初は敵か味方かわからなかった一匹狼。メカード以上に賢く、それでいて冷徹な性格。自分よりオリジナルに近い存在を許せず、自身が最強であることにこだわっていた。作中ではMA-10と呼称されることもある。由来はローマ数字の10であるXで、MAと合わせてMAXとなる。マイティに良く似たボム技を使いこなすため、シロボンからは記憶を失ったマイティではないかと疑われていた。自身の正体をシロボンに明かした後にはバグラーの命令に背きジェッター星へ総攻撃を仕掛けようとした。迎え撃つジェッターズを追い詰めるも、シャウトの叫びにより力を取り戻したシロボンに敗れる。その後メカードにより修理され、再び活動を再開する。そして終盤にはジェッター星にてゼロに戦いを挑み、自身を「ゼロからマイティの良心を除いただけの存在」とし、自らの暗黒部分はマイティが本来持ち合わせていたものだと主張。実際にマイティを殺害し、マックスにはない良心を持つ分、心により深い闇を持っているゼロには劣勢だったが、シャウトを人質にとり、ゼロに体を破壊される寸前に自身のデータをゼロに送り込んで彼の体を乗っ取る。その後再びシャウトを盾にしてシロボンと対峙するも、色々な物の中にあるボムの力を応用したシロボンのファイヤーボムによってゼロの体から追い出され、消滅した。マイティの「サンダーボム」「風船ボム」等を使える他、バーディ以上のスピードによる格闘戦も見せる。必殺技は高い攻撃力を誇る「ハイパープラズマボム」。
戦闘員／ヒゲヒゲ団員※
声 - 原田博之ほか
人造人間。ヒゲヒゲ団の戦闘員、基本的に「ヒゲ」としか喋れないので、下に字幕がつくこともある。「ヒゲポーズ」と呼ばれるポーズをすることがある。ムジョー以上に憎めない性質をしているどころか、敵相手に和気藹々としてしまうところがある、作中における癒しの一つ。だが後頭部からシステムディスクを交換することができ、そのディスクによってフリーズを起こしたり、性格が変わってしまう。ジェッター星への極秘潜入活動の過程で家庭を持つようになった者もいる。一人一人番号がついており、156号、157号、158号はムジョーを強く信頼し共に行動することが多く、メカードの手を逃れてバグラー救出へと向かった。最低でも3000人はいるらしい。生み親はバグラーのはずだが何故か田舎の母などがいる。

#### 合体ボンバーマン
Dr.メカードが作り出した「合体ボンバーマン製造マシーン」により生み出されたボンバーマン。後に小型化かつ改良がなされた「スーパー合体ボンバーマン製造マシーン」も登場し、2つのものを合体させることで戦闘力の強化を図った「スーパー合体ボンバーマン」も生みだされるようになる。
ボンバー四天王／合体ボンバーマン四天王
チゲチゲ団の総帥「アチョー」に間違えられたムジョーがキャラボン星のキャラボン警察に追い詰められた際に、合体ボンバーマン製造マシーンをキャラボン警察に使用したことで生まれたボンバーマンたち。
フレイムボンバー
声 - 渡辺慶
キャラボン「プテラゴドン」から作られたボンバー四天王の一人にして、火の属性を持つ。必殺技は上空から炎球を無数に降らせる「ファイヤーメテオ」、竜の形をした腕から放つ「フレイムファイヤーボム」。シロボンが初めて戦った四天王であり、同じファイヤーボム同士の勝負でシロボンに一度勝利したが、「バーニングファイヤーボム」を会得したシロボンに敗れキャラボンに戻った。性格は子供じみており、戦いを遊びとして捉えている。
マーメイドボンバー
声 - 麻生かほ里
キャラボン「トリプルシェル」から作られたボンバー四天王の一人にして、水の属性を持つ。必殺技は大量の水流を放つ「スプラッシュウォーターボム」。性格は我がままで享楽的。言動はまるでコギャル。戦闘員を酷使していた。バーディに惚れて二人でデートするためにヒゲヒゲ達を使ってホテルを造らせたりとさらにワガママが増加した。最初はシロボンに勝利したが、特訓で得たシロボンの「サンライズサンダーボム」に敗北しキャラボンに戻った。
グランボンバー
声 - 金子はりい
キャラボン「パンサーファング」から作られたボンバー四天王の一人にして、土の属性を持つ。必殺技は「クレイボム」。シロボンの「ファイヤーボム」との相性の悪さを補うためにそれを受け付けない「レンガボム」を体得した。ただし、防御一点張りのため攻撃の役には立たない。ムジョーを「オヤジ」、サンダーボンバーを「アニキ」と呼んでいた。ヒゲヒゲ団でありながら性格は温厚で共に田植えをして友情が芽生えたシロボンと戦うことを迷い、シロボン達のすすめでジェッターズに入ろうともしたが、結局宿命に逆らえず最後はシロボンに頼んで倒してもらいキャラボンに戻った。
サンダーボンバー
声 - 竹本英史
キャラボン「エレックス」から作られたボンバー四天王のリーダー格であり、雷の属性を持つ。必殺技は「サンダーボム」、「サンダーボルトボム」、「フラッシュサンダーボルトボム」。忠誠心が高く、主人にして生みの親であるムジョーに対して最後まで忠義を尽くした。また、仲間達への情愛も深い。その戦闘力は高く、シロボンのあらゆるボム攻撃を全て受けきり、シロボンを追い詰めた。ムジョーの没落の原因と見てマックスを敵視しており、一度は不意打ちによりダメージを与えるも、最後にはマックスに敗北しキャラボンに戻される。
バットボンバー
声 - 内藤玲
こうもりの羽の付いたボムを投げる。
カモメボンバー
声 - 内藤玲
どういうわけか作中では影が薄い存在。B-1グランプリでも会場にいたにもかかわらず不戦敗扱いとなっていた。しかしその影の薄さのためか、最終回まで生き残った唯一の合体ボンバーマン。
ドルフィンボンバー
声 - 須加みき
ベアボンバー
声 - 内藤玲
コマボンバー
声 - 内藤玲
横綱とコマを合わせたような合体ボンバーマン。ムジョーによって生み出されたが、生み出された本命は「穴を掘るため」だが、本来のコマの本命は「回るだけ」なので、穴を掘る役割を一切発揮しなかった。巨漢で重く、エレベーターは1人で乗らないと重量オーバーになってしまう。強いのか弱いのかがハッキリしないキャラクターだが、最初の頃のシロボン相手にしてみれば結構な強敵だった。B-1では偶然の産物で場外負けを喫し、ヒゲヒゲ団員156号に敗北。
ダークフォースボンバー
声 - 竹本英史
Dr.メカードとプロトMAX軍団が、スーパー合体ボンバーマン製造マシーンで合体した姿。圧倒的なパワーでシロボン達を追い詰めるが、仲間の思いを込めたシロボンの「シャイニングファイヤーボム」の前に敗北した。

#### MAシリーズ
マックスが完成するまでに作られた、プロトタイプのアンドロイドシリーズ。個体により様々な能力を持つ。
MA-0 ⇒ゼロの正式名称。#その他のキャラクターを参照。
MA-3
声 - 内藤玲
MAシリーズの一体。右腕にドリルがついており貫通力に優れる他、ボムのようなエネルギー攻撃も可能。最終決戦ではジェッターズと交戦。不意打ちによりバーディを負傷させるも、動きを封じられた所をシロボンに倒される。
MA-5
声 - 渡辺慶
MAシリーズの一体。子供のような姿の機体。スリングショットでボムを放つ。最終決戦ではMA-7と組みボンバー防衛隊と交戦。ボンバーニンジャにより上空に跳んだ所をボンバーキッドに撃たれて倒される。
MA-7
声 - 金子はりい
MAシリーズの一体。シリーズの中でも大型だが機動力もある。最終決戦ではMA-5と組む。オヤボンに投げ飛ばされた所をダイボンに倒される。
MA-9
声 - 竹本英史
MAシリーズの一体。頭部にブーメランを装備している。最終決戦ではゼロと交戦。ブーメランを折られMAシリーズの中で最初に倒される。
MA-10　⇒マックスの正式名称。

### その他のキャラクター
ボン婆さん
声 - 麻生かほ里
ボンバー人でシロボンとマイティの祖母。通称モモちゃん。ボンバー星でシロボンと暮らしてきた。時としてシロボンに厳しい試練を与え、ボンバーマンとして鍛え上げることもある。マイティの師匠でもあり、若い頃はB-1グランプリで優勝したこともある。年老いた今でもその力は衰えていない。口調は少し乱暴だが、いつもシロボンのことを心配している。礼儀、作法にも滅法厳しいが、それがたまに（主にさほど必要とも思えない様な場面で）シロボンを支える。シロボンに「バーニングファイヤーボム」を教えた張本人。
ルーイ※
声 - 寺田はるひ
シロボンの親友のカンガルーの様な動物。「ルーイ」としか話せないが、知能は高いらしく、シロボン以上にしっかりしているところがある。ちなみにお店の手伝いをしているためか、ルーイのラーメンはツイストさんに勝るとも劣らない味である。32話では、負けた方が1日だけ弟子になる罰ゲームをかけた勝負に勝ち、シロボンに「師匠」と呼ばれた。
プーイ
声 - 竹内順子
ダイボンに飼われている。第32話で登場。ダイボンの元を離れ、弟子入りするために「夏海館」に来る。
結局はダイボンの元に戻る。ルーイとの見分け方としては、以下の通り。
- 体の色が青い。
- ほっぺに渦巻がある。
- 髪がはねていない。
- 「プーイ」としかしゃべらない。

があげられる。
ツイスト
シャウトの父。ラーメン屋「夏海館」を経営している。昔はレストランのシェフで、最年少で料理長を任されるほどの腕前だったが、そのことで天狗になってしまったことがあり、それを妻に叱られた。その後、妻の死をキッカケに心を完全に入れ替え、ラーメン屋を始める。お店の名前は妻の名前からとった。普段は新聞を読んでいて顔が出ずセリフもないが、本編中で2回ほど顔が出て、最終話でようやく喋る。シロボン達のやりとりを見る限りでは普通の人と変わらないくらいの会話はするようだが、登場しているシーンになると喋らなくなる。シェフだったこともあってラーメンの味はとても美味しく、アインやバーディは常連である。物静かだが、微妙な年頃のシャウトや幼いシロボンのことを暖かく見守っている。最終話で再婚する。
ナツミ
ツイストの妻で、シャウトの母。外見はシャウトにそっくり。旅行中に乗船していた宇宙船が超新星の爆発に巻き込まれ、行方不明となってしまう。墓は海が見える小高い丘にある。
ミスティ
声 - 松本梨香
「宇宙盗賊」を名乗る、ネコの様な耳を持つ少女。その仕事柄ジェッターズやヒゲヒゲ団と張り合うことも多い。マイティにほのかな想いを抱いていたが、勝気な性格からそれを言い出せないうちにマイティが行方不明になってしまったことを悔やんでいる。宇宙のゴミ捨て場でゼロを見つけ、それが後のストーリーに大きな影響を与えていく。最終話ではゼロが生前に書いた手紙を受け取り、彼の素性とマイティが用意していたジェッターズのバッジの在処を知らされた。
ゼロ
声 - 高橋広樹
正式名称MA-0。メカードによって作られたボンバーマンのアンドロイド。ミスティに故障した状態で見つけられたときは記憶を失っており、「ゼロ」という名は刻印されていた製造番号からミスティが付けた。まだ自我を持っていないときに、メカードの命令でマイティを襲い、ボンバーマンとしてのデータを吸い取ったが、同時にマイティの記憶や人格そのものも吸収してしまい、完成時にはマイティとしてメカードに抗った。その後メカードに失敗作として廃棄されたところをミスティに拾われた。当初記憶を無くしていたが、マックスに破壊される寸前、マイティとしての記憶を取り戻す。その後はすべての悲劇の元凶は自分だとして、すべてに決着をつけたうえで自身も破壊しようとしていた。
あくまで死ぬ前のマイティをコピーした存在であるため、死の直前におけるマイティの心は知らない。最後はマックスと相打ちになり、シロボンにマイティの「最後の姿」を見せてその機能を止めた。その強さはマイティに劣らず、同じ戦闘力を持っている筈のマックスとも互角以上に渡り合った（ゼロの説明によると、実際にマイティを殺したという事実があり、マックスと違い良心を持っているがゆえにマックス以上に深い心の闇を背負っているため）。主な必殺技はマイティも使った「ファイヤーボム」。シロボンのそれとは違い、紫色に発光する。作中で初めて投げた際には「誰にも使えない上、誰も見たことがないほど強力なボム」とされていた。その威力はマックスの「ハイパープラズマボム」をも凌ぐ。
アチョー
声 - 石井康嗣
チゲチゲ団総帥。ヒゲヒゲ団の戦闘隊長「ムジョー」のそっくりさんで、外見上の違いはほとんど色だけ。「キャラボンを守れ！」では、本来彼がキャラボン警察に追われているのだったが、ムジョーのおかげでそのピンチを乗り越えた。格好、性格、仕草など完璧にムジョーに似ている。
ヒロシ
声 - 寺田はるひ
キャラボン「エレファン」の赤ちゃんで雌。一時的にシロボンに飼われていた。本名はキャサリンで、尻尾にリボンが付いている。食欲は旺盛で、ミルクを1日に10杯位以上は飲む。
Dr.ガスケッツ
声 - 木内秀信
「超小型ワープ装置」を発明した天才科学者。Dr.アインの助手をしていた経験があり、弟子といえる存在である。「ガスケッツ！」が口癖。
ナイトリー
声 - 郷田ほづみ
情報屋。同じバード星人であるバーディに、マイティやヒゲヒゲ団の情報を提供していた。帽子・サングラス・コートが特徴的。41話でMAXの「ハイパープラズマボム」の直撃を受け死亡したかのように見えたが、最終回で怪我をしつつも生存している姿が確認された。
ママ
声 - 井関佳子
シュヌルバルト内部に存在するムジョー行きつけのバー「TOUKO」のママ。団員が心奪われる存在。バーディのタクシーの常連客でもある。キャラクター原案の水野祥司によるとムジョーのモデルとなったハドソンの役員、中野忠博の行きつけのバーがモデルになっている。
ポミュドラゴン※
声 - 長浜満里子
第8話「思い出の青いバラ」に登場するキャラボン。氷の惑星シバーレルに住んでおり、世界に1つしかない青いバラを量産していた。原作であるボンバーマンシリーズでは火と電気の2つの属性を持っているが、本作では炎属性のみとなっている。
バジャー
声 - 杉野博臣
ソラバッカ星に住む大富豪。元々は働き者であったが「宇宙にひとつしかない幸せの招き猫」を手に入れてから働かずに遊んでくらすようになってしまった。シロボンがまねき猫を壊してしまうのをきっかけに再び真面目に働くようになる。物語終盤でも宇宙漁師として再登場し、宇宙空間を漂うムジョーを拾うなどして活躍している。
ゴトー
声 - 下崎紘史
バジャーの執事を務めているが、宇宙にひとつしかない幸せの招き猫を手に入れてから働かずに遊んでくらすようになってしまったバジャーに対して、昔のような貧しくても働き者のバジャーに戻って欲しいと思っている。シロボンがまねき猫を壊してしまった後は働き者に戻ったバジャーと一緒に働いており、物語終盤でもバジャーと共に宇宙漁師として登場している。

## 用語
原案であるボンバーマンシリーズと共通の用語も登場するが、その意味や設定は原案とは異なっている。
- ボンバーマン

ボンバーマンシリーズのタイトルにしてメインとなる存在。
本作においてはボンバー星に住む有機生命体を「ボンバー人」と呼称し、ボンバー人の中でもボムの修行を積んだ一人前の戦士の事を指す名称となっている。
- ボム

ボンバーマンの代名詞とも言える存在であり、攻撃手段。どこからともかく手中からボムを取り出しており、数に制限はない模様だが威力が下がっている描写がある。作中では『ボムの力はボムに在らず、心に在り』という教えが存在し、その言葉通り、ただ力任せに投げても効果は発揮せず、本人の心がないと爆発すらせず、不発に終わる。普段は原作通り爆弾の形をしているが、力を備えると爆弾がエネルギー体のようになり、長く持っていても自爆はしない。
バリエーションは本人の努力や発想で増えていくもので、ファイヤーボムやバーニングファイヤーボムなどの攻撃手段から風船ボムといった娯楽用、使用者を象徴とするプリティボムなどがある。作中でプーイが「ファイヤーボムも投げれないボンバーマンなんて」と発しており、ボム技の基本がファイヤーボムであることがうかがえる。
ボンバーマンにしか投げられないものであり、ボムを作りだすのに『ボムエレメント』と『ボンバーマンの力』が必要不可欠であり、ボムエレメントだけあっても、また、ボンバーマンの力だけあっても意味がない。またボンバーマンの修業をしなければ例えボンバー人であってもボムは投げられない。
- ボムスター

物語で特に大きな役割を果たす。7つ集めると真のボンバーマンになれるという事もあり、これを探す事がボンバーマンとしての大きな目的の1つとなっている。
入手法に明確な条件はなく、あらゆる物質・物体がボムスターである事がよくあるようで、ペンダントやサングラス、はたまたパンツですらボムスターである事も。また、何かしらのイベントでも入手が可能である。
ただし、入手したから強くなれるという訳でもなく、入手したボンバーマンが修行を怠けたり、努力をしないとボムスターは所有者を認めようとはせず、ボムスターが認めて初めて新たな力を手にする。ボムスターの数でボム技が決まるというわけでもなく、本人の発想力と心がけ次第な面が強く、ボムスターはそれの手助けをしているのかも不明であり、作中では専ら建前の扱いを受けている。
シロボンを始め、オヤボンやダイボン等も集めており、オヤボンは6つ、ダイボンは1〜2つ所持しており、ベルト内部分に装着している。
- キャラボン

キャラボン星生まれの特殊能力と属性を持った生き物。属性は「火」「水」「電気」「土」の4つが存在し、火は土に強く、水は火に強く、電気は水に強く、土は電気に強い。原案のゲームシリーズでは火属性は「ドラゴン系」、水属性は「魚系」、電気属性は「ポミュ系」、土属性は「獣系」とも呼ばれている。
- ボムエレメント

アンドロイドを動かす際に使用される鉱石。こぶし大の大きさがないと効力を発揮しない。バイオボムの原料となる。
- バイオボム

屑石のボムエレメントをボム科学やバイオテクノロジーを駆使して人工培養し、こぶし大の大きさにしたもの。宇宙保安局しか使えないほど貴重なものだが、Dr.メカードは製造する技術を有しているため、自身の開発したアンドロイドの制御装置などに使用している。
- ボムクリスタル

純度100%のボムエレメントでできた、ボンバー星の中心にあるボンバー星の源であり、ボンバーマンにとって命よりも大切なもの。ボンバーマンがボンバーマンであるために必要不可欠なもので、そのありかは作中ではボン婆さん、Dr.アイン、バグラーの3人が知っていた。メカードは己の研究のためこれを入手しようとしてジェッター星とボンバー星をぶつけようと画策した。
- ジェッターズ

作品のタイトルにもなっている組織名。ヒゲヒゲ団の悪事を阻止するべくDr.アインによって結成された「宇宙自警団」。リーダーのシャウトを始め、シロボン、バーディ、ガング、ボンゴの5人が現在のメンバー。創設者であるDr.アインが司令塔を務める。本来はジェッターズのリーダーにはボンバーマンしかなることができないが、現在は特例としてシャウトがリーダーとなっている。
次回予告で使用されている決め台詞は「 近所の星から宇宙の果てまで、参上します！ジェッターズ！!」。
- ヒゲヒゲ団[37]

宇宙にひとつしかないものを奪いコレクションする「宇宙窃盗団」。キリデス星に秘密基地「シュヌルバルト」を造り上げ本拠地としている。なお、シュヌルバルトはドイツ語で口髭を意味する言葉である。

## スタッフ
- 原案 - ハドソン
- 企画 - 松下洋子
- 企画原案 - 藤原茂樹（ハドソン）
- 監督 - 小寺勝之
- シリーズ構成 - 前川淳
- クリエイティブディレクション・キャラクター原案 - 水野祥司（ハドソン）
- キャラクターデザイン・総作画監督 - 香川久
- メカニックデザイン - 常木志伸
- 美術監督 - 坂本信人
- 色彩設計 - もちだたけし
- 撮影監督 - 近藤慎与
- 編集 - 松村正宏
- 音楽 - 丸山和範
- 音響監督 - 郷田ほづみ
- アニメーション制作 - スタジオディーン
- プロデューサー - 山川典夫（テレビ東京）、すぎやまあつお
- 製作 - テレビ東京、NAS

## 主題歌

### オープニングテーマ
「僕は崖っぷち」（第1話-第41話）
作詞・歌 - すわひでお　作曲・編曲 - 古川竜也（コナミミュージックエンタテインメント）
「ホップ！スキップ！ジャンプ！」（第42話-第52話）
作詞・歌 - すわひでお　作曲 - 片岡嗣実　編曲 - 古川竜也（コナミミュージックエンタテインメント）

### エンディングテーマ
「小さな頃の小さな記憶」（第1話 - 第36話）
作詞・歌 - 松本あすか / 作曲 - 丸山和範 / 編曲 - 井内正博
第14話のみ、シロボンの絵がヒゲヒゲ団員の絵になっていた。
「love letter」（第37話 - 第51話）
作詞 - ふじのマナミ / 作曲・編曲 - 片岡嗣実 / 唄 - パーキッツ
「僕は崖っぷち」（第52話）
作詞・唄 - すわひでお / 作曲・編曲 - 古川竜也

## 各話リスト
| 話数 | サブタイトル                  | 脚本       | 絵コンテ          | 演出         | 作画監督            | 放送日         |
| ---- | ----------------------------- | ---------- | ----------------- | ------------ | ------------------- | -------------- |
| 1    | 憧れのボンバーマン            | 前川淳     | 小寺勝之          | 小寺勝之     | あべたくじ          | 2002年 10月2日 |
| 2    | 5人目のジェッターズ           | 前川淳     | 小寺勝之          | 菊地康仁     | 村中博美 田中ちゆき | 10月9日        |
| 3    | 強敵! 合体ボンバーマン        | 前川淳     | 岩崎知子          | 岩崎知子     | 市来剛              | 10月16日       |
| 4    | シロボン無断発進！            | 吉田玲子   | 林信之            | 吉田俊司     | 海老沢幸男          | 10月23日       |
| 5    | 地底ゴー!ゴー!ゴー!           | まさきひろ | ボブ白旗          | 小華和ためお | 吉川美貴            | 10月30日       |
| 6    | 謎の男、MAX（マックス）       | 前川淳     | 小寺勝之          | 菊地康仁     | あべたくじ          | 11月6日        |
| 7    | ヒゲヒゲ団を追いかけろ!       | 吉田玲子   | 岩崎知子          | 岩崎知子     | 市来剛              | 11月13日       |
| 8    | 想い出の青いバラ              | まさきひろ | 菊地康仁          | 吉田俊司     | 村中博美 田中ちゆき | 11月20日       |
| 9    | 宝島を目指せ!                 | まさきひろ | 小寺勝之          | 佐藤照雄     | 海老沢幸男          | 11月27日       |
| 10   | 夕焼けのボムスター            | 前川淳     | 小寺勝之          | 中山岳洋     | 吉川美貴            | 12月4日        |
| 11   | ママをたずねて三千光年        | 吉田玲子   | 岩崎知子          | 岩崎知子     | いいじまひでかず    | 12月11日       |
| 12   | キャラボンを守れ!             | 吉田玲子   | 小華和ためお      | 吉田俊司     | あべたくじ          | 12月18日       |
| 13   | シロボンの敗北                | まさきひろ | 菊地康仁          | 菊地康仁     | 村中博美 田中ちゆき | 12月25日       |
| 14   | 栄光のヒゲヒゲ団!             | まさきひげ | ボブ白旗          | ボブ白旗     | 海老沢幸男          | 12月30日       |
| 15   | さらばジェッターズ            | 前川淳     | 小寺勝之          | 中山岳洋     | 石井久志            | 2003年 1月8日  |
| 16   | 帰ってきたシロボン            | 前川淳     | 岩崎知子          | 岩崎知子     | 吉川美貴            | 1月15日        |
| 17   | 魅惑のマーメイドボンバー!     | 吉田玲子   | 小寺勝之          | 上坪亮樹     | あべたくじ          | 1月22日        |
| 18   | 友情のサンライズボム          | 吉田玲子   | 菊地康仁          | 菊地康仁     | 村中博美 田中ちゆき | 1月29日        |
| 19   | MAXとシロボン                 | 前川淳     | 小寺勝之          | 中山岳洋     | 海老沢幸男          | 2月5日         |
| 20   | 耕せグランボンバー!           | まさきひろ | 小寺勝之          | 中山岳洋     | 杉本功              | 2月12日        |
| 21   | 古代温泉郷の決闘!             | まさきひろ | ボブ白旗          | ボブ白旗     | 吉川美貴            | 2月19日        |
| 22   | マイティの一番長い日          | 前川淳     | 小寺勝之          | 上坪亮樹     | あべたくじ          | 2月26日        |
| 23   | シャウトの涙                  | 吉田玲子   | 岩崎知子 小寺勝之 | 岩崎知子     | 海老沢幸男          | 3月5日         |
| 24   | 電撃サンダーボンバー!         | まさきひろ | 小寺勝之          | 菊地康仁     | 香川久              | 3月12日        |
| 25   | 明かされた真実                | 前川淳     | 小寺勝之          | 中山岳洋     | 石井久志            | 3月19日        |
| 26   | ボクらジェッターズ!           | 前川淳     | 小寺勝之          | 上坪亮樹     | 吉川美貴            | 3月26日        |
| 27   | 機能便利ガング!               | 吉田玲子   | 菊地康仁 小寺勝之 | 吉田俊司     | あべたくじ          | 4月2日         |
| 28   | ルーイとおはなし              | まさきひろ | 小寺勝之          | 中山岳洋     | 海老沢幸男          | 4月9日         |
| 29   | 大きな星のメロディ            | 前川淳     | 岩崎知子          | 岩崎知子     | 香川久              | 4月16日        |
| 30   | カレーと王子様                | まさきひろ | 小寺勝之          | 菊地康仁     | 吉川美貴            | 4月23日        |
| 31   | ミスティ大作戦                | 吉田玲子   | 小寺勝之          | 上坪亮樹     | あべたくじ          | 4月30日        |
| 32   | 憧れのシロボン                | まさきひろ | 小寺勝之          | 吉田俊司     | 海老沢幸男          | 5月7日         |
| 33   | アインでボン!                 | まさきひろ | 中山岳洋          | 中山岳洋     | 中山岳洋            | 5月14日        |
| 34   | 激闘! B-1グランプリ!!         | 吉田玲子   | 岩崎知子          | 岩崎知子     | 玉川明洋            | 5月21日        |
| 35   | B-1勝負! 燃えよシロボン!      | 吉田玲子   | 小寺勝之          | 菊地康仁     | 吉川美貴            | 5月28日        |
| 36   | 密着! ジェッターズ24時        | まさきひろ | ボブ白旗          | 上坪亮樹     | 海老沢幸男          | 6月4日         |
| 37   | 蘇るMAX                       | 前川淳     | 小寺勝之          | 吉田俊司     | あべたくじ          | 6月11日        |
| 38   | 大発明を守りきれ!             | 前川淳     | 小寺勝之          | 中山岳洋     | 中山岳洋            | 6月18日        |
| 39   | 疑惑の健康診断                | 吉田玲子   | 小寺勝之          | 岩崎知子     | 香川久              | 6月25日        |
| 40   | クーデター勃発!               | 前川淳     | 小寺勝之          | 上坪亮樹     | 吉川美貴            | 7月2日         |
| 41   | 新生! 闇のヒゲヒゲ団          | まさきひろ | 菊地康仁 小寺勝之 | 菊地康仁     | あべたくじ          | 7月9日         |
| 42   | ムジョー、男の塩ラーメン      | 吉田玲子   | 小寺勝之          | 吉田俊司     | 海老沢幸男          | 7月16日        |
| 43   | 突入! シュヌルバルト          | 前川淳     | 小寺勝之          | 中山岳洋     | 中山岳洋            | 7月23日        |
| 44   | ボムスターを探せ!             | まさきひろ | 岩崎知子          | 岩崎知子     | 玉川明洋            | 7月30日        |
| 45   | ゼロとシロボン                | 吉田玲子   | 小寺勝之          | 上坪亮樹     | 吉川美貴            | 8月6日         |
| 46   | ボムクリスタルの秘密          | 前川淳     | 小寺勝之          | 吉田俊司     | あべたくじ          | 8月13日        |
| 47   | それはそれは恐ろしいメカード  | まさきひろ | 小寺勝之          | 菊地康仁     | 海老沢幸男          | 8月20日        |
| 48   | 激突!? ジェッター星!          | 吉田玲子   | 小寺勝之          | 中山岳洋     | 中山岳洋            | 8月27日        |
| 49   | シュヌルバルト奪還!           | 前川淳     | 小寺勝之          | 岩崎知子     | 玉川明洋            | 9月3日         |
| 50   | 合体! ダークフォースボンバー! | 前川淳     | 小寺勝之          | 上坪亮樹     | 吉川美貴            | 9月10日        |
| 51   | ボンバー星最後の日!           | 前川淳     | 小寺勝之          | 菊地康仁     | あべたくじ          | 9月17日        |
| 52   | 進め! ジェッターズ!           | 前川淳     | 小寺勝之          | 小寺勝之     | 香川久              | 9月24日        |

## ネット局
| 放送期間（または、放送体制）  | 放送時間           | 放送局             | 対象地域       | 備考           |
| ----------------------------- | ------------------ | ------------------ | -------------- | -------------- |
| 2002年10月2日 - 2003年9月24日 | 水曜 18:30 - 19:00 | テレビ東京         | 関東広域圏     | 製作局         |
|                               |                    | テレビ北海道       | 北海道         |                |
|                               |                    | テレビ愛知         | 愛知県         |                |
|                               |                    | テレビ大阪         | 大阪府         |                |
|                               |                    | テレビせとうち     | 岡山県・香川県 |                |
|                               |                    | TVQ九州放送        | 福岡県         |                |
| 遅れネット                    | 金曜 16:54 - 17:24 | 岩手めんこいテレビ | 岩手県         | フジテレビ系列 |

## DVD / Blu-ray
- ボンバーマンジェッターズ DVD BOX 1 ファイヤーBOX

2003年8月27日発売　第1-16話収録。
- ボンバーマンジェッターズ DVD BOX 2 バーニングファイヤーBOX

2003年11月26日発売　第17-32話収録。
- ボンバーマンジェッターズ DVD BOX 3 バビブベBOX

2004年1月28日発売　第33-52話収録。
- ボンバーマンジェッターズ 宇宙にひとつしかないBlu-ray BOX

2016年2月2日発売。

## CD
- ボンバーマンジェッターズ オリジナルサウンドトラック（2003年5月21日発売）コナミミュージックエンタテインメントより発売。
- ボンバーマンジェッターズ 新作録り下ろしスペシャルドラマCD 第53話 帰ってきたジェッターズ
  - 2016年2月2日にハピネットより発売された「ボンバーマンジェッターズ 宇宙にひとつしかないBlu-ray BOX」に初回生産特典として付属した。

### ドラマCDキャスト・スタッフ

#### キャスト
- シロボン：金田朋子
- シャウト：水野理紗
- マイティ：高橋広樹
- バーディ：岩崎征実
- ガング：柳原哲也（アメリカザリガニ）
- ボンゴ：平井善之（アメリカザリガニ）
- ムジョー：石井康嗣
- ヒゲヒゲ団員：下崎絋史

#### スタッフ
- 脚本：前川淳
- 音響監督：郷田ほづみ
- 音楽：丸山和範
- 録音調整：鈴木裕幸（デルファイサウンド）、山田均（神南スタジオ）
- 音響効果：三井友和（サウンドボックス）
- キャスティング協力：等々力佐和子（ネルケプランニング）
- 音響制作担当：長嶋篤史（神南スタジオ）
- 録音スタジオ：デルファイサウンド・神南スタジオ
- 制作：NAS
- パッケージイラスト：香川久

## ゲーム
いずれもハドソンより発売・配信。

### 家庭用ゲーム機向け
- ボンバーマンジェッターズ〜伝説のボンバーマン〜（2002年10月24日発売）ゲームボーイアドバンス
- ボンバーマンジェッターズ（2002年12月19日発売、ベスト版は2004年1月29日に発売）PlayStation 2・ニンテンドー ゲームキューブ
- ボンバーマンジェッターズゲームコレクション（2003年10月15日発売）ゲームボーイアドバンス

### 携帯電話向け
- ボンバーマンジェッターズ（2003年4月7日[41]）iモード

## 漫画
- 「爆裂戦士! ボンバーマンジェッターズ」（まつばらともふみ）
- 「それいけ!! ボンバーマンジェッターズ」（玉井たけし） 全1巻
  - 月刊コロコロコミックにて掲載された2作品。まつばらともふみの執筆で2002年9月に連載開始となるがまつばらの体調不良から2003年3月号で打ち切りとなり、4月号からは玉井たけしによる作品に切り替わった。単行本は玉井たけし版のみ発売。